# Rhodostrophia cypria
Rhodostrophia cypria är en fjärilsart som beskrevs av Louis Beethoven Prout 1920. Rhodostrophia cypria ingår i släktet Rhodostrophia och familjen mätare. Inga underarter finns listade.